# Valcani
Valcani (Hongaars: Valkány) is een gemeente in het Roemeense district Timiș en ligt in de regio Banaat in het westen van Roemenië. De gemeente telt 1309 inwoners (2005). Valcani splitste zich in 2004 af van de gemeente Dudeștii Vechi.

## Geografie
De oppervlakte van Valcani bedraagt 110 km², de bevolkingsdichtheid is 12 inwoners per km².
De gemeente bestaat uit de volgende dorpen: Valcani.

## Politiek
De burgemeester van Valcani is Ion Buicu (PNL).

## Geschiedenis
In 1647 werd Valcani officieel erkend.
De historische Hongaarse en Duitse namen zijn respectievelijk Valkany en Walkan.

## Demografie
De bevolkingsontwikkeling in de gemeente Valcani:
Balinț · Banloc · Bara · Bârna · Beba Veche · Becicherecu Mic · Belinț · Bethausen · Biled · Birda · Bogda · Boldur · Brestovăț · Cărpiniș · Cenad · Cenei · Checea · Chevereșu Mare · Comloșu Mare · Coșteiu · Criciova · Curtea · Darova · Denta · Dudeștii Noi · Dudeștii Vechi · Dumbrava · Dumbrăvița · Fibiș · Fârdea · Foeni · Gavojdia · Ghilad · Ghiroda · Ghizela · Giarmata · Giera · Giroc · Giulvăz · Gottlob · Iecea Mare · Jamu Mare · Jebel · Lenauheim · Liebling · Lovrin · Margina · Mașloc · Mănăștiur · Moravița · Moșnița Nouă · Nădrag · Nițchidorf · Ohaba Lungă · Orțișoara · Parța · Pădureni · Peciu Nou · Periam · Pietroasa · Pișchia · Racovița · Remetea Mare · Sacoșu Turcesc · Saravale · Satchinez · Săcălaz · Secaș · Sânandrei · Sânmihaiu Român · Sânpetru Mare · Șag · Şandra · Știuca · Teremia Mare · Tomești · Tomnatic · Topolovățu Mare · Tormac · Traian Vuia · Uivar · Valcani · Variaș · Victor Vlad Delamarina · Voiteg